# Gillbeea whypallana
Gillbeea whypallana är en tvåhjärtbladig växtart som beskrevs av A. C. Rozefelds & B. Pellow. Gillbeea whypallana ingår i släktet Gillbeea och familjen Cunoniaceae. Inga underarter finns listade i Catalogue of Life.